# Stazione di Morciano-Barbarano-Castrignano-Giuliano
La stazione di Morciano-Barbarano-Castrignano-Giuliano è una stazione ferroviaria al servizio dei comuni di Morciano di Leuca e Castrignano del Capo e delle rispettive frazioni (Barbarano del Capo e Giuliano di Lecce), posta sulla linea Novoli-Gagliano del Capo. Gestita dalle Ferrovie del Sud Est, è entrata in servizio nel 1911, assieme al tronco Casarano-Gagliano della linea Novoli-Gagliano del Capo.

## Servizi
La stazione dispone di:
- Biglietteria a sportello e automatica
- Servizi igienici
- Area per l'attesa
- Parcheggio di scambio
- Accessibilità per portatori di handicap
- Fermata autolinee extraurbane

## Movimento
La stazione è servita dai treni regionali svolti dalle Ferrovie del Sud Est nella relazione Lecce - Gagliano Leuca via le linee 2 e 3.